# ألكسندر غوردون لينغ
الرائد ألكسندر غوردون لينغ (27 ديسمبر 1793 - 26 سبتمبر 1826) كان مستكشفا اسكتلنديا وأول أوروبي يصل إلى تمبكتو في دولة مالي الحالية عبر الطريق شمال / جنوب.

## التعليم والخدمة العسكرية
ولد لينغ في ادنبره. تلقى تعليمه على يد والده، وليام لينغ، وهو مدرس كلاسيكيات خاص وفي جامعة ادنبره. في عام 1811 ذهب إلى بربادوس ككاتب لدى خاله العقيد جبريل غوردون. من خلال محافظ بربادوس، حصل على رتبة في الجيش البريطاني في 1813. تمت ترقيته للفتنانت في عام 1815 وفي 1822 انتقل إلى سلاح المستعمرة الملكية الأفريقية كنقيب. في ذلك العام، بينما كان مع فرقته في سيراليون، تم إرساله إلى بلاد الشعب الماندينغي، مع هدف مزدوج وهو فتح التجارة والسعي لإلغاء تجارة الرقيق في تلك المنطقة. سعى للوصول إلى منبع نهر النيجر، إلا أنه تم إيقافه من قبل السكان الأصليين. ومع ذلك تمكن من تحديد موقعه بدقة تقريبية.

## رحلته إلى تمبكتو

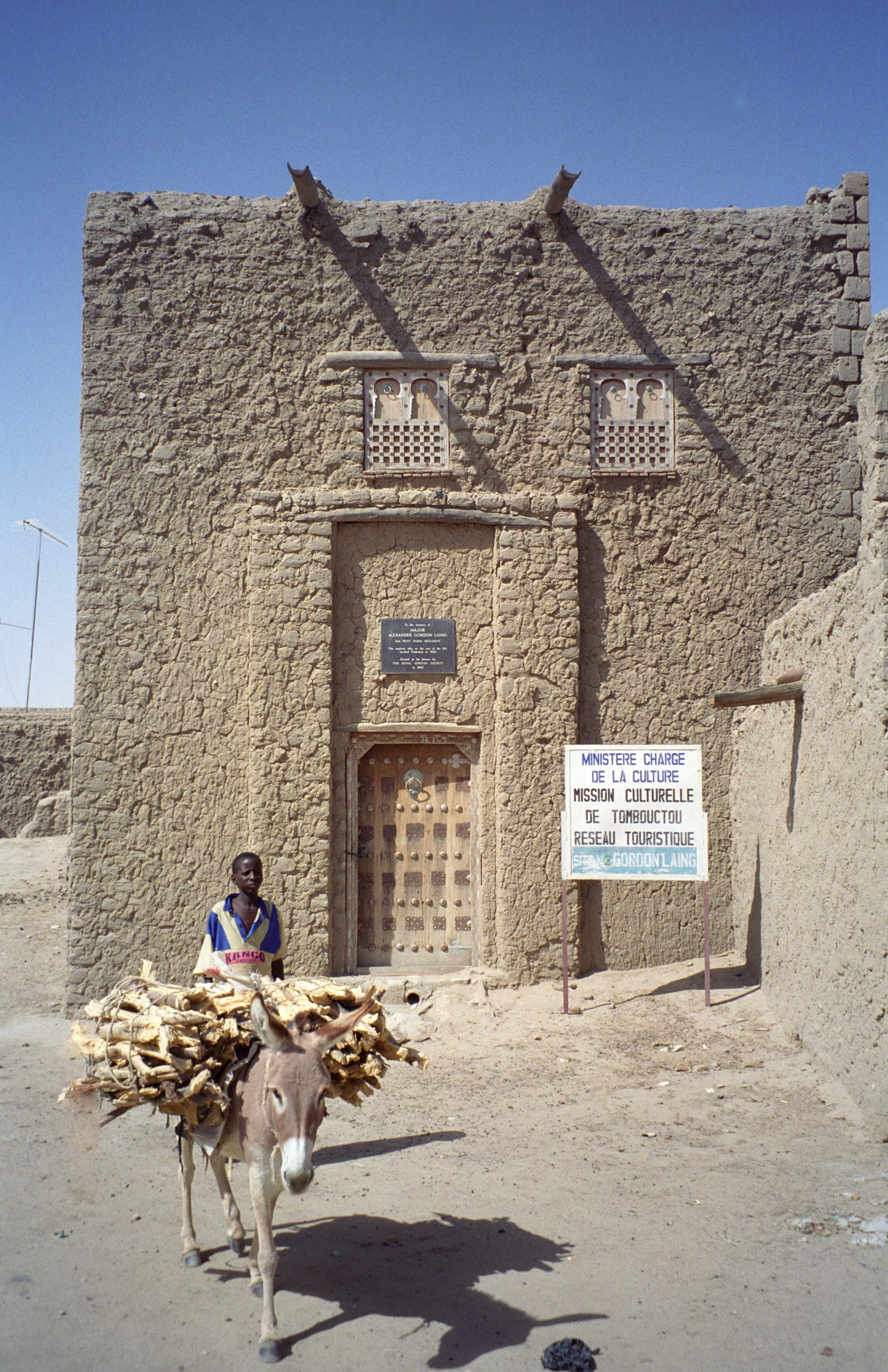
المنزل الذي شغله خلال إقامته في تمبكتو.

فكان يعتقد لينغ أنه قد وجد منبع نهر النيجر، وأراد أن يسافر على طول النهر إلى دلتاه. دعم مشروعه جوزف بانكس، رئيس الرابطة الأفريقية، على أمل أن الحملة سوف تكشف عن موقع تمبكتو. وتم تكليف الكابتن لينغ بالقيام برحلة عبر طرابلس وتمبكتو، لزيادة المعلومات حول المساحة النهرية في حوض النيجر. غادر لينغ انجلترا في فبراير/ شباط 1825، وفي طرابلس في 14 يوليو/تموز تزوج ابنة القنصل البريطاني. بعد ذلك بيومين، ترك عروسه وراءه، وبدأ في عبور الصحراء، يرافقه الشيخ الذي اُتهم في وقت لاحق بتخطيط مقتله. وتم التوصل إلى غدامس، بطريق غير مباشر، في أكتوبر/تشرين الأول 1825، وصل في ديسمبر/كانون الأول لينغ في عين صالح في منطقة توات في دولة الجزائر الحالية ، حيث لاقى استقبالا حسنا من قبل مجموعة معينة من الطوارق. في 10 يناير/كانون الثاني 1826، غادر توات وقدم لتمبكتو عبر صحراء تنزروفت. وذكرت رسائل كتبها في مايو/ أيار ويوليو/تموز معاناته من الحُمى ونهب قوافله من قبل مجموعة أخرى من الطوارق. يصف لينغ إصابته بجروح في 24 مكن في القتال. وتمكن مع ناج آخر من الوصول إلى سيدي المختار، مفلسا وبعد أن فقد يده اليُمنى. انضم إلى قافلة أخرى ووصل إلى تمبكتو، ليصبح بذلك أول أوروبي يعبر الصحراء من الشمال إلى الجنوب. رسالته المؤرخة من مدينة تمبكتو في 21 سمتمبر/أيلول أعلنت وصوله إلى تلك المدينة في 18 أغسطس/آب السابق ، وانعدام الأمن من موقعه نظرا لعداء زعيم من شعب الفولاني وهو حاكم المدينة. وأضاف أنه يعتزم مغادرة تمبكتو خلال ثلاثة أيام. ولم ترد انباء أخرى من المستكشف. من معلومات تم تجميعها معا في وقت لاحق، تم التأكد من أنه غادر تمبكتو في اليوم الذي خططه واغتيل في أو حوالي ليلة 26 سمتمبر/أيلول 1826 وهو 32 عاما.

## الخاتمة
لم يتم انتشال أوراق لينغ أبدا ، واتهم حماه الفرنسيين (الذين أرادوا أيضا الوصول إلى تمبكتو) بالتدخل، وبالحصول عليها ولكن لم يكن هناك أي دليل على ذلك. وصل رينيه كاييه المستكشف الفرنسي تمبكتو بعد عامين بعد لينغ وتمكن من العودة على قيد الحياة فاستطاع المطالبة بالمكافأة و قدرها 10،000 فرنك التي كانت تعرضها الجمعية الجغرافية في باريس لإنجازه. وشارك الرجلان رمزيا الجائزة الكبرى للاستكشافات ورحلات الاستكشاف في 1830. في عام 1903، وضعت الحكومة الفرنسية لوحة تحمل اسم لينغ وتاريخ زيارته لتمبكتو على المنزل الذي شغله خلال إقامته 38 يوما.

## روابط خارجية
- ألكسندر غوردون لينغ على موقع الموسوعة البريطانية (الإنجليزية)
- ألكسندر غوردون لينغ على موقع إن إن دي بي (الإنجليزية)